# Sous-soleil

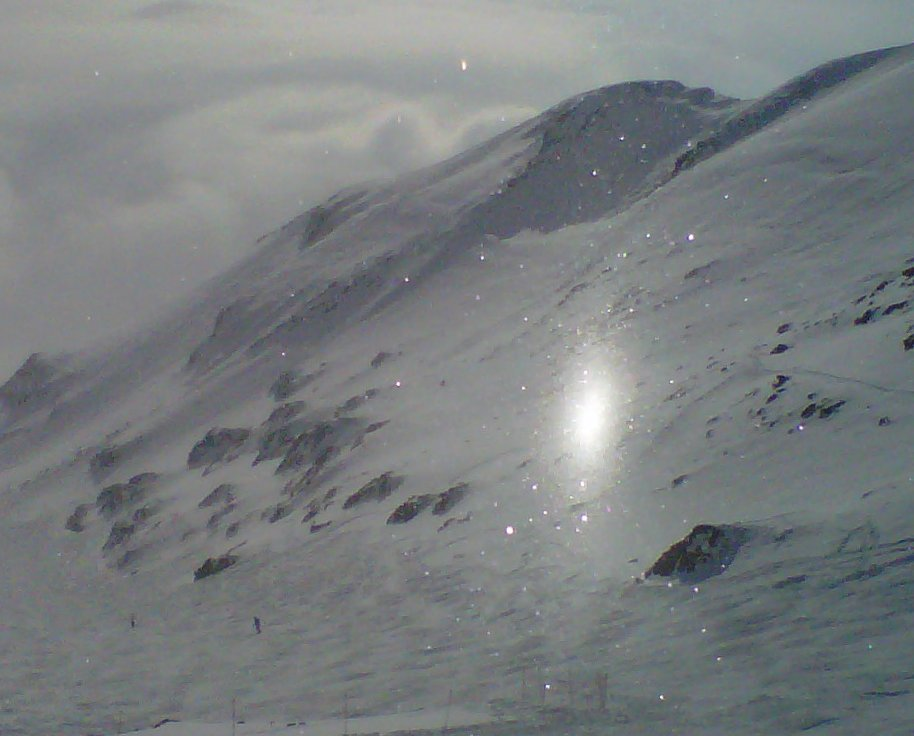
Sous-soleil.

Un sous-soleil (en anglais subsun ou sun candle) est un phénomène optique obtenu par réflexion des rayons du soleil sur un nuage de cristaux de glace, observé d'en haut. Il apparaît directement en dessous du soleil (d'où son nom), la majorité du temps sous la forme d'une boule oblongue lumineuse et parfois sous la forme d'une colonne lumineuse ou sous une forme intermédiaire entre les deux. Il est fondamentalement blanc.

## Explication du phénomène

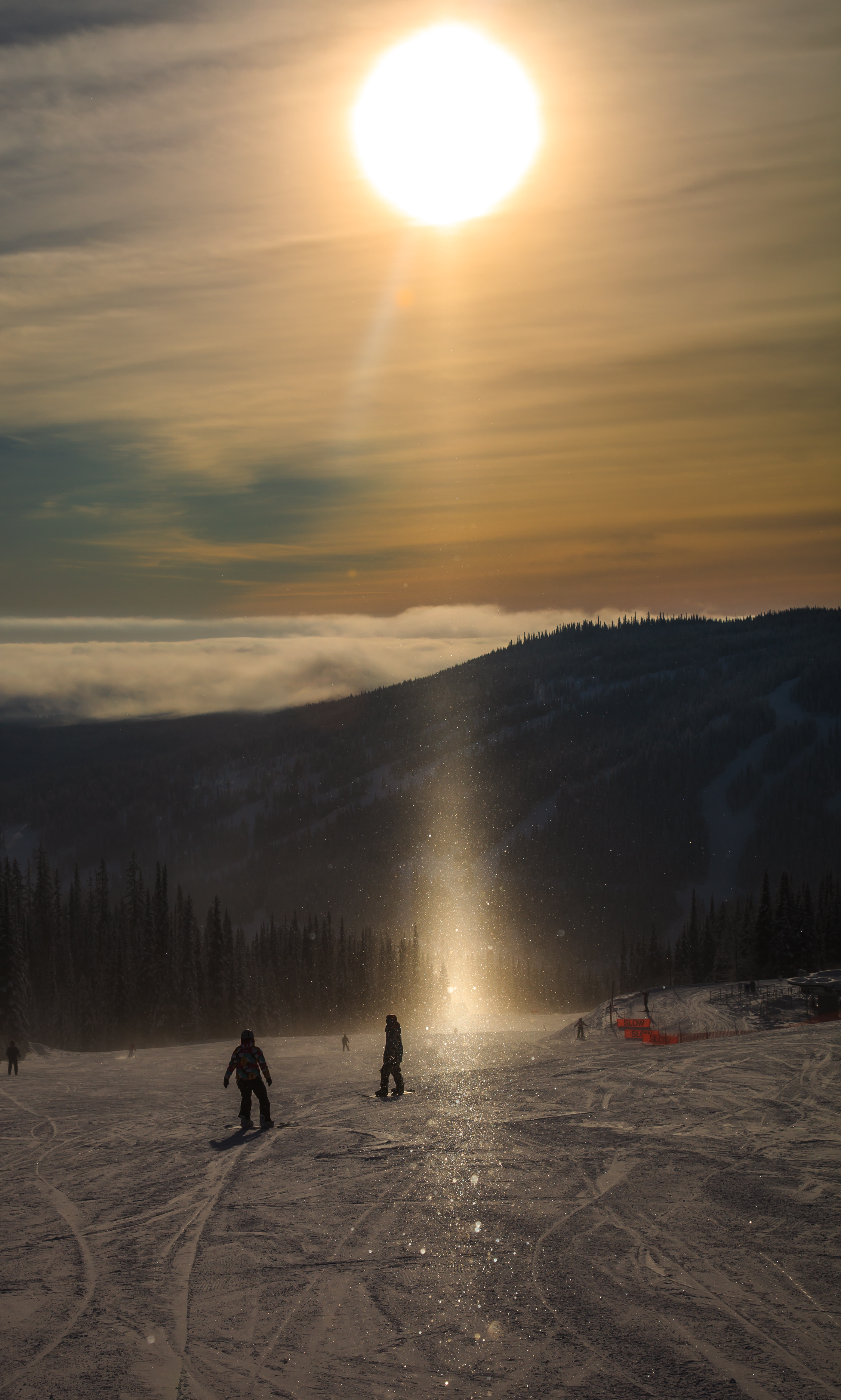
Sous-soleil.

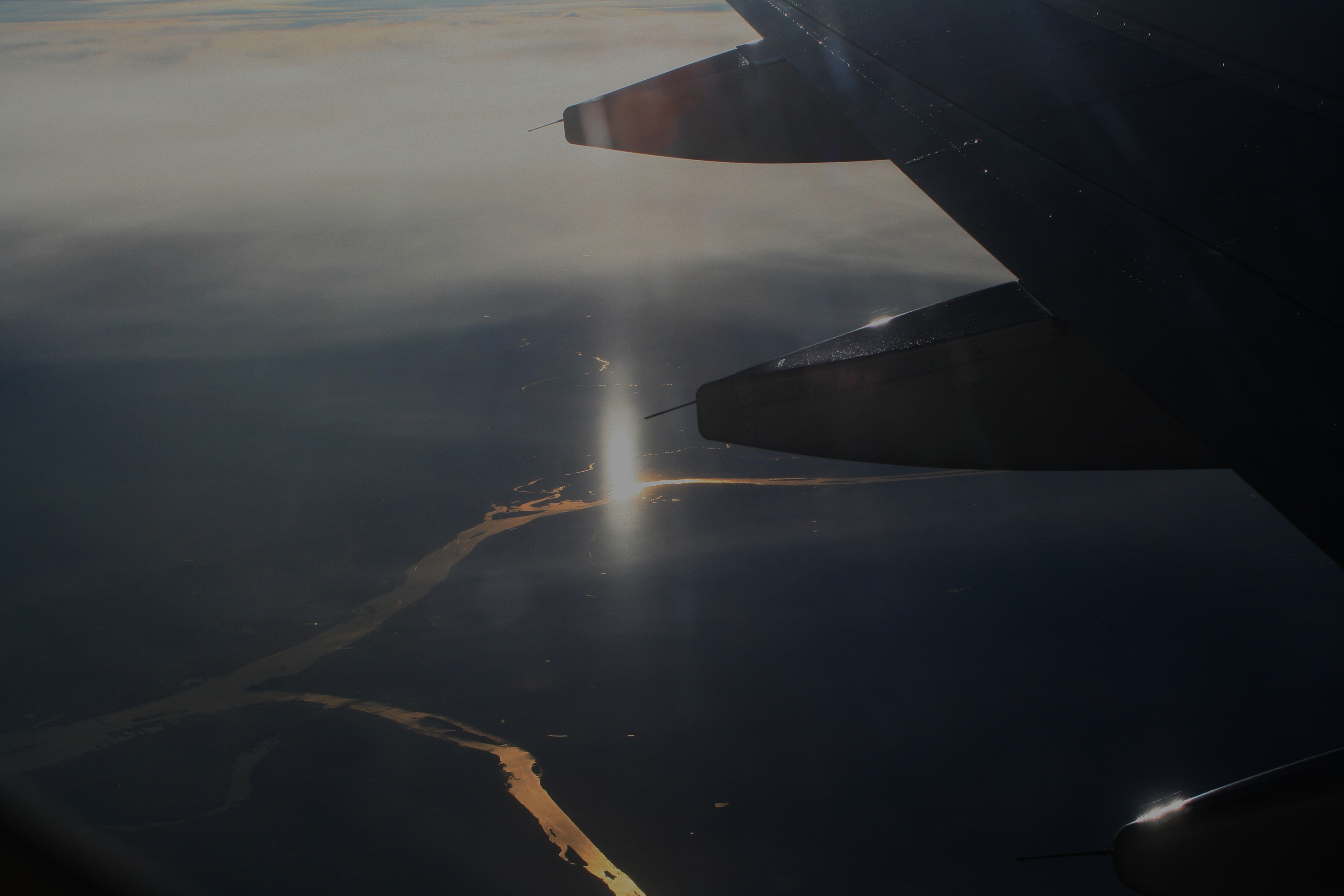
Sous-soleil vu d'un avion.

L'effet est causé par un nombre suffisant de cristaux de glace agissant chacun comme un miroir. En l'absence de turbulences, les cristaux sont disposés majoritairement à plat, c'est-à-dire parallèlement à la surface de la terre, de sorte que les rayons sont réfléchis principalement dans le plan vertical incluant le soleil et l'observateur. La forme apparaît donc sous le soleil plutôt que sous forme d'un arc entourant le soleil (comme le phénomène de halo solaire). Les points lumineux en paillettes apparaissant dans la boule lumineuse sont créées par les cristaux dont l'orientation est proche de l'horizontale,,.
Le phénomène est observé de la surface de la terre essentiellement par temps clair et très froid, lorsque l'air se charge de cristaux en faible densité, laissant passer la lumière solaire. Dans ce cas, on peut remarquer une multitude de paillettes (parfois appelées "poussière de diamant") entourant la boule lumineuse, qui correspondent aux cristaux en mouvement dans l'air qui brillent furtivement comme des miroirs, et dont la densité décroît rapidement avec la distance par rapport au centre du phénomène,,.